# Markthalle (Chemnitz)

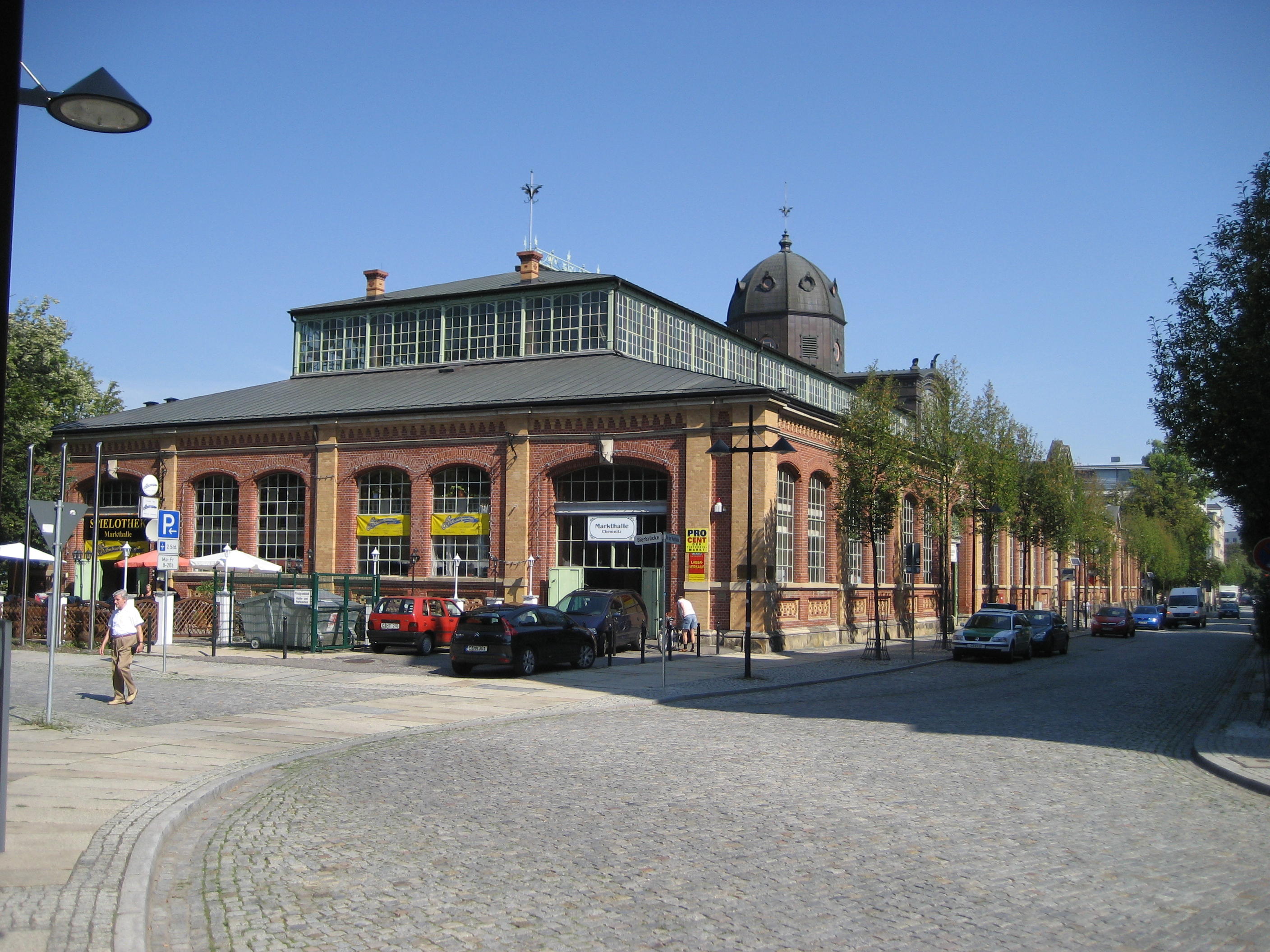
Markthalle in Chemnitz

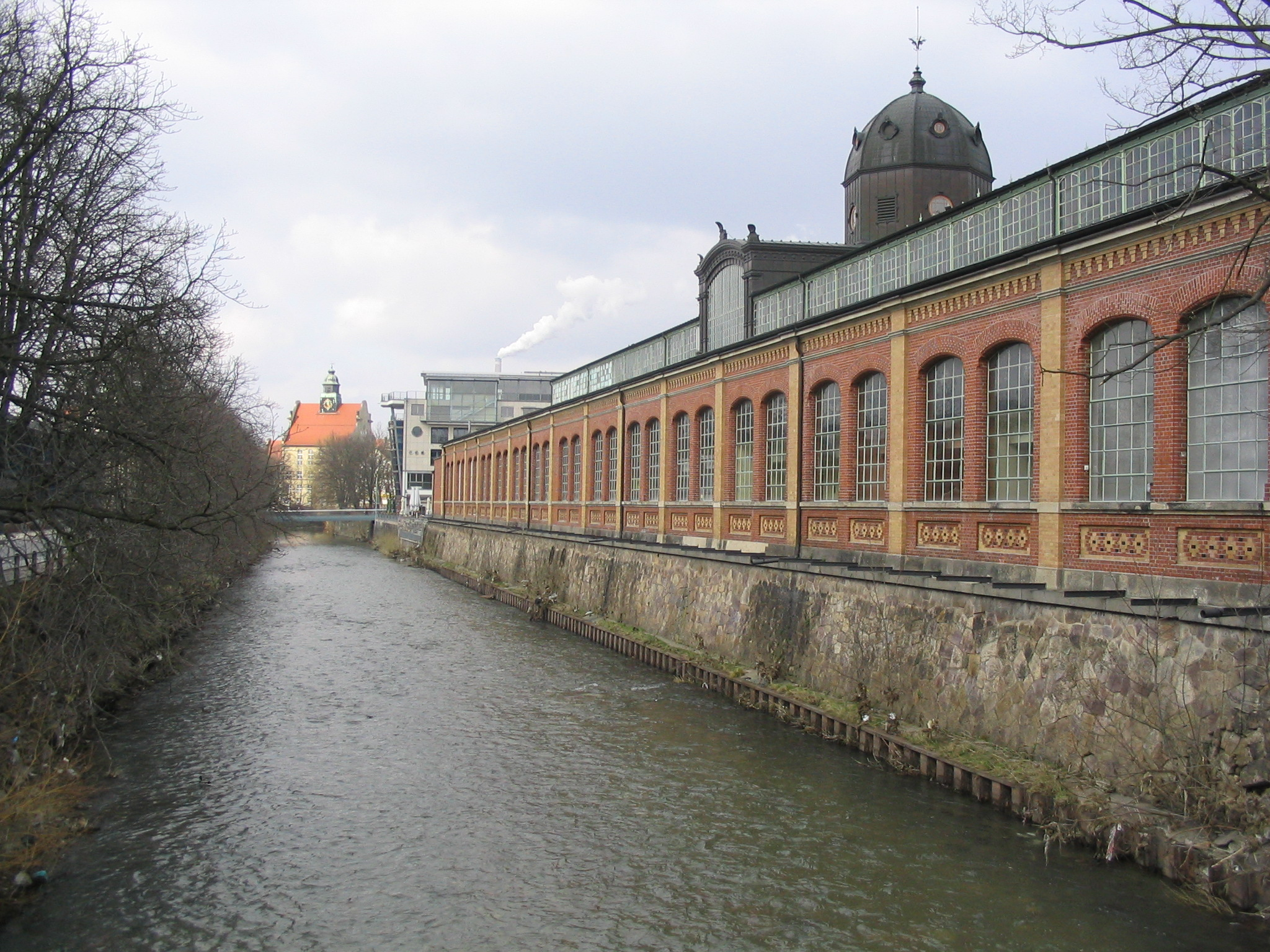
Markthalle mit Chemnitzfluss

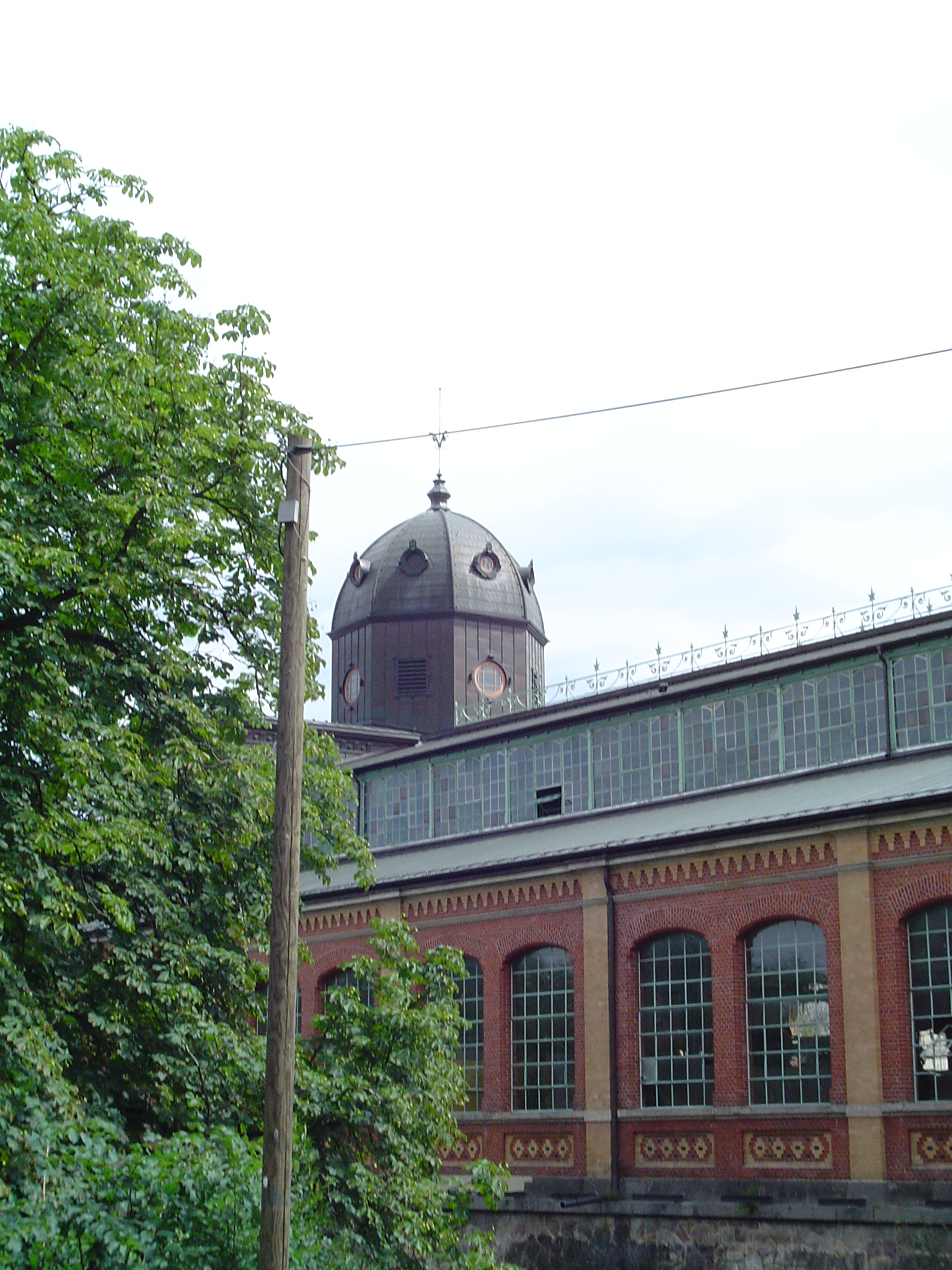
Markthalle (Turm und Fassade)

Die Chemnitzer Markthalle – auch Bauch von Chemnitz genannt – wurde am 9. Dezember 1891 eröffnet. In einer Bauzeit von nur 18 Monaten entstand auf einem 5380 m² großen Grundstück, welches von der Stadt Chemnitz zur Verfügung gestellt wurde, zwischen dem Chemnitzfluss und der ehemaligen Hedwigstraße eine Markthalle. Der traditionelle Klinkerbau mit Stahlskelett und Schwarzblechdachung enthält Elemente der Neoromanik, der Neorenaissance und des Neobarocks.
Der Bau unter Leitung von Eduard Hechler (1. Chemnitzer Stadtbaurat) begann im Juni 1890 auf dem ehemaligen Gelände der früheren Stadtmauer und des zugeschütteten Stadtgrabens. Die äußere Anlage zeigt ein erhöhtes Mittelschiff, dessen Umfassungswände verglast und mit Ventilationsflügeln versehen sind, sowie ein mit einem Kuppelaufbau gekröntes Querschiff. Vier 4 Meter breite Torwege an den beiden Stirnseiten ermöglichen den Zugang zu dem 4500 m² Ladenfläche umfassenden Innenraum. Dieser bot außer einem freien Platz für den Großhandel auch 358 Verkaufsständen Platz. Diese Verkaufsstände waren durch Längs- und Quergänge voneinander getrennt, teils offen, teils geschlossen und in verschiedenen Gruppen angeordnet. Drei breite Treppen, ein hydraulischer und zwei Handaufzüge stellten die Verbindung der Halle mit den darunter angelegten Kellereien her, in denen durch Lattenverschläge 73 Einzelräume von 10 bis 100 m² Grundfläche hergestellt, an Verkäufer vermietet und nach der Hedwigstrasse zu sogar für kleinere Handfuhrwerke direkt zugänglich gemacht waren. Die Gesamtkosten der Markthallenanlage beliefen sich auf 536.000 Mark.
Während der Zeit der DDR wurde das Gebäude, das den Krieg überstand, als Lagerhalle verwendet. Erst in den Jahren 1994/95 begann unter Leitung von Peter Waldvogel die Sanierung des völlig heruntergekommenen Gebäudes. Die Markthalle wurde um kulturelle und gastronomische Erweiterungen ergänzt und im März 1995 wiedereröffnet. Aufgrund fehlender Kunden wurde die Markthalle jedoch bereits Ende 2007 geschlossen. Eine mögliche Nachnutzung scheiterte zunächst an der Finanzlage der Stadt. Doch nach einer behutsamen Umgestaltung ist die Markthalle seit Ende 2011 wieder voll vermietet. Es wurde eine Zwischendecke eingezogen und so ein zweites Geschoss mit einer zusätzlichen Fläche von 1450 m² geschaffen. Hauptmieter sind die Poliklinik GmbH Chemnitz, ein Fahrradgeschäft, eine Gaststätte sowie das Chemnitzer Kabarett.
An die Markthalle grenzt auf der einen Seite der 3700 m² große und mit spanischem Granit bedeckte Seeberplatz. Von ihm führt eine 36 m breite Freitreppe zur Chemnitz. Auf der anderen Seite befindet sich unweit der Markthalle die Bierbrücke. Über diese 1869 erneuerte Brücke wurde vom 16. Jahrhundert bis 1778 das in der Stadt Chemnitz gebraute Bier in die Lagerkeller des Kaßberges gebracht.